# Chapelton, South Lanarkshire
Chapelton är en ort i Storbritannien.   Den ligger i kommunen South Lanarkshire och riksdelen Skottland, i den centrala delen av landet, 500 km nordväst om huvudstaden London. Chapelton ligger 227 meter över havet och antalet invånare är 760.
Terrängen runt Chapelton är platt åt sydost, men åt nordväst är den kuperad. Runt Chapelton är det ganska glesbefolkat, med 34 invånare per kvadratkilometer. Närmaste större samhälle är Glasgow, 19,8 km nordväst om Chapelton. Trakten runt Chapelton består i huvudsak av gräsmarker.